# Joênia Wapichana
Pour les articles homonymes, voir Batista et Carvalho.
Joenia Wapichana, née Joenia Batista de Carvalho le 20 avril 1974 dans le village de Truaru da Cabeceira, près de Boa Vista (État du Roraima), est une avocate et une femme politique brésilienne, affiliée au parti de centre-gauche écologiste Rede Sustentabilidade.
Première députée autochtone de l'histoire du Brésil, elle est actuellement présidente de la Fondation Nationale des Peuples Indigènes (FUNAI).

## Biographie
Inscrite sur les registres d'état-civil sous le nom Batista de Carvalho, elle préfère utiliser celui de Wapichana, qui fait référence au peuple auquel elle appartient, les Wapishana. A ses huit ans, ses parents déménagent de leur village pour Boa Vista, capitale de l'Etat du Roraima. Sa langue maternelle est le uapixana, et c'est seulement lors de ses études primaires qu'elle apprend le portugais.
Etudiant le droit à l'Université Fédérale du Roiram elle devient, en 1997, la première femme indigène brésilienne à devenir avocate. Elle est également diplômée du master en Droit International de l'Université de l'Arizona aux États-Unis.
Elle défend les droits de cinq peuples du Roraima devant le Tribunal suprême fédéral en 2008 et obtient un jugement favorable à la démarcation des terres de la réserve Raposa Terra do Sol (pt),. Juriste du Conseil indien du Roraima (CIR), elle participe au forum des Nations unies sur les questions autochtones. En 2013, elle est la première présidente de la Commission des droits des peuples indigènes de l'Ordre des avocats du Brésil.
En 2017, elle adhère pour la première fois à un parti, la Rede Sustentabilidade (pt) de Marina Silva, suivant ainsi la demande faite par dix communautés lors de la 47e Assemblée générale des peuples indigènes du Roraima, qui la considèrent comme la personne la plus à même d'être élue au Congrès national.
Le 7 octobre 2018, elle est élue avec 8 434 voix. Elle devient ainsi la première femme indigène à devenir députée fédérale (le seul autre indigène à avoir été élu est Mário Juruna, député en 1982). Elle est l'une des figures de proue de l'opposition parlementaire au gouvernement de Jair Bolsonaro et a déposé, en février 2021, une demande de destitution.
Elle n'a pas été réélue députée fédérale lors des élections de 2022, bien qu'elle ait obtenu 11 221 voix.
Suite à son élection, le président Lula la nomme en 2023 la tête de la Fondation Nationale des Peuples Indigènes (FUNAI), faisant d'elle la première femme autochtone à administer cet organisme.

## Prix
En mars 2004, elle reçoit le prix Reebok des droits de l'homme, qui récompense le travail des jeunes militants. En 2010, elle est décorée de l'Ordre du Mérite Culturel. En 2018, elle est récipiendaire du prix des droits de l'homme des Nations unies. En 2023, elle est élevée au titre de commandeure de l'Ordre de Rio Branco décerné par le ministère brésilien des Relations Extérieures.